# Grace Submerged
Grace Submerged es el segundo álbum de estudio de la banda noruega de metal gótico Octavia Sperati. Fue lanzado bajo la etiqueta Candlelight Records el 21 de mayo de 2007.
El álbum fue producido por Herbrand Larsen, quien también tocó los teclados y es conocido como el ingiero de varios álbumes de Enslaved Ivar Bjornson (guitarrista de esa banda) hace una aparición en este disco, coescribiendo "Dead End Poem". El álbum cuenta con una versión de un tema de Phil Lynott llamado "Don't Believe A Word", que la revista Terrorizer llamó "una balada escalofriante". Krister Dreyer ("Morfeus")  toca el piano y teclados en esa canción y los samples en "Submerged".
Lq canción  "Moonlit" fue lanzada como un vídeo musical.

## Lista de canciones
| N.º | Título                                       | Letras       | Música                  | Duración |  |
| 1.  | «Guilty Am I»                                | S. Wergeland | G. Losnegaard           | 4:31     |  |
| 2.  | «Moonlit»                                    | S. Wergeland | G. Losnegaard           | 5:06     |  |
| 3.  | «Going North»                                | S. Wergeland | T.C. Johansen           | 4:00     |  |
| 4.  | «Don't Believe A Word» (cover de Thin Lizzy) | P. Lynott    | P. Lynott               | 3:07     |  |
| 5.  | «...And The The World Froze»                 | S. Wergeland | B. Myklebust            | 4:14     |  |
| 6.  | «The Final Rest»                             | S. Wergeland | B. Myklebust            | 3:25     |  |
| 7.  | «Deprivation»                                | S. Wergeland | T.C. Johansen           | 4:15     |  |
| 8.  | «Provenance Of Hate»                         | S. Wergeland | G. Losnegaard           | 3:45     |  |
| 9.  | «Dead End Poem»                              | I. Bjørnson  | H. Larsen, S. Wergeland | 3:34     |  |
| 10. | «Submerged»                                  | Instrumental | Morfeus, T. Midtgaard   | 1:54     |  |

## Personal

### Octavia Sperati
- Silje Wergeland – vocales
- Bodil Myklebust – guitarra
- Gyri S. Losnegaard – guitarra
- Trine C. Johansen – bajo
- Tone Midtgaard – teclados
- Ivar Alver – batería

### Músicos adicionales
- Morfeus (Krister Dreyer) - teclados, piano y sampling en las pistas 4 y 10

### Producció e ingeniería
- Herbrand Larsen - producción
- Richard Lock - arte de cubierta
- Arve "Ice Dale" Isdal - ingeniería
- Jaime Gómez - masterización
- Tommy Næss - fotografía
- Grabado y producido en Earshot Studio, Bergen entre noviembre / diciembre de 2006
- Pista 4, teclados, piano y samples en todas las canciones grabados en MOF Studio en Sandefjord
- Guitarra en pista 6 grabada en Earshot Studio
- Mezclado en Lydriket/Your Favourite Music
- Masterizado en Orgone Mastering